# フェデリコ・ルイス
フェデリコ・ルイス (西：Federico Ruiz、1837年 - 1868年2月4日）はスペインの画家、製図工。

## 経歴
彼はマドリードに生まれ、王立サン・フェルナンド美術アカデミーで絵画を学び、最初はヘナロ・ペレス・ビジャミルに、のちにホセ・バレホに師事した。その上達ぶりには、20歳前に多くの新聞に掲載された彼のイラストが示すように、思春期から家族を養わなければならないという事情があった。
このような状況のため、彼は真に芸術的な作品を作ることができなかった。しかし、出版者たちはその代償として、卓越した腕をもつルイスに製図と水彩画製作のための素晴らしい設備を与えた 。彼の友人たちによって保管されているこの種の多くの作品がそれを証明する。1856年にスペイン全国美術展に発表した油彩画や、雑誌の「ラ・イルスタシオン」、「セマナリオ・ピントレスコ・エスパニョール」、「エル・ペリオディーコ・イルスタド（El Periódico Ilustrad）」、「ラ・レクトゥラ・パラ・トードス」、「エル・ムセオ・ウニベルサル」などに発表したイラストの数々。オッソリオとベルナルドは、彼の絵画作品「聖ペドロ百周年のローマ（Roma en el Centenar de San Pedro）」や、「海の労務者（Los trabajadores del mar）」だけではない、その多作ぶりを認めている。
彼は家族を残して1868年2月4日に世を去った。しかし、「エル・ムセオ・ウニベルサル」の設立者であるホセ・ガスパルが葬儀を執り行い、その遺体はサン・フスト墓地に埋葬された。彼は貧しかったが、その苦労の多かった人生の終わりは哀しくはなかった。現在、彼の作品はプラド美術館などに収蔵されている。

## 作品

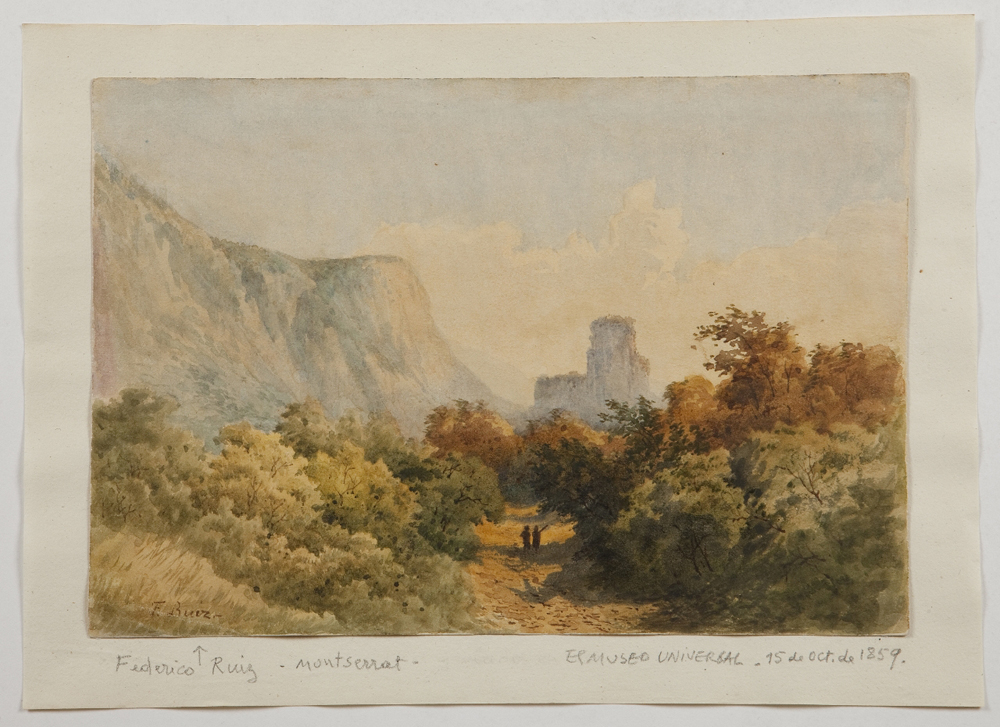
モンセラート (1859年)
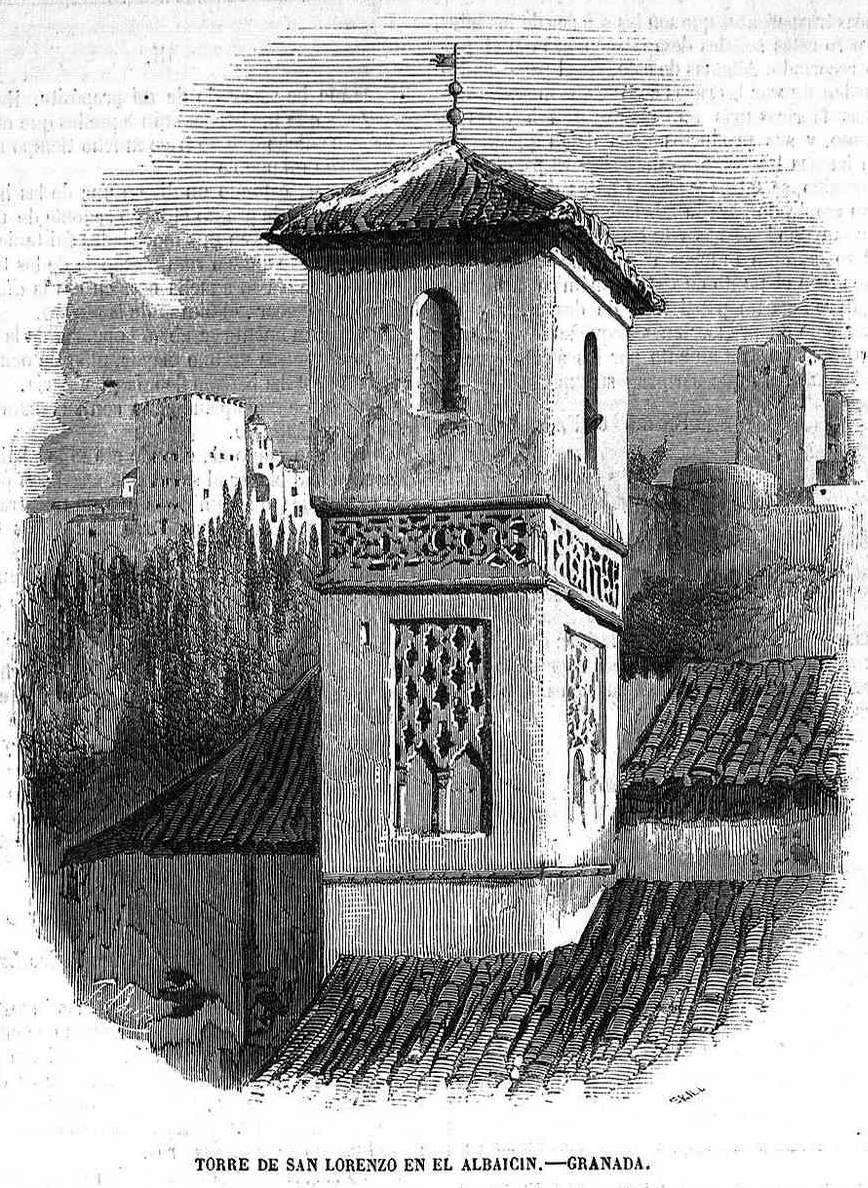
アルバイシンの教会 (1860年)
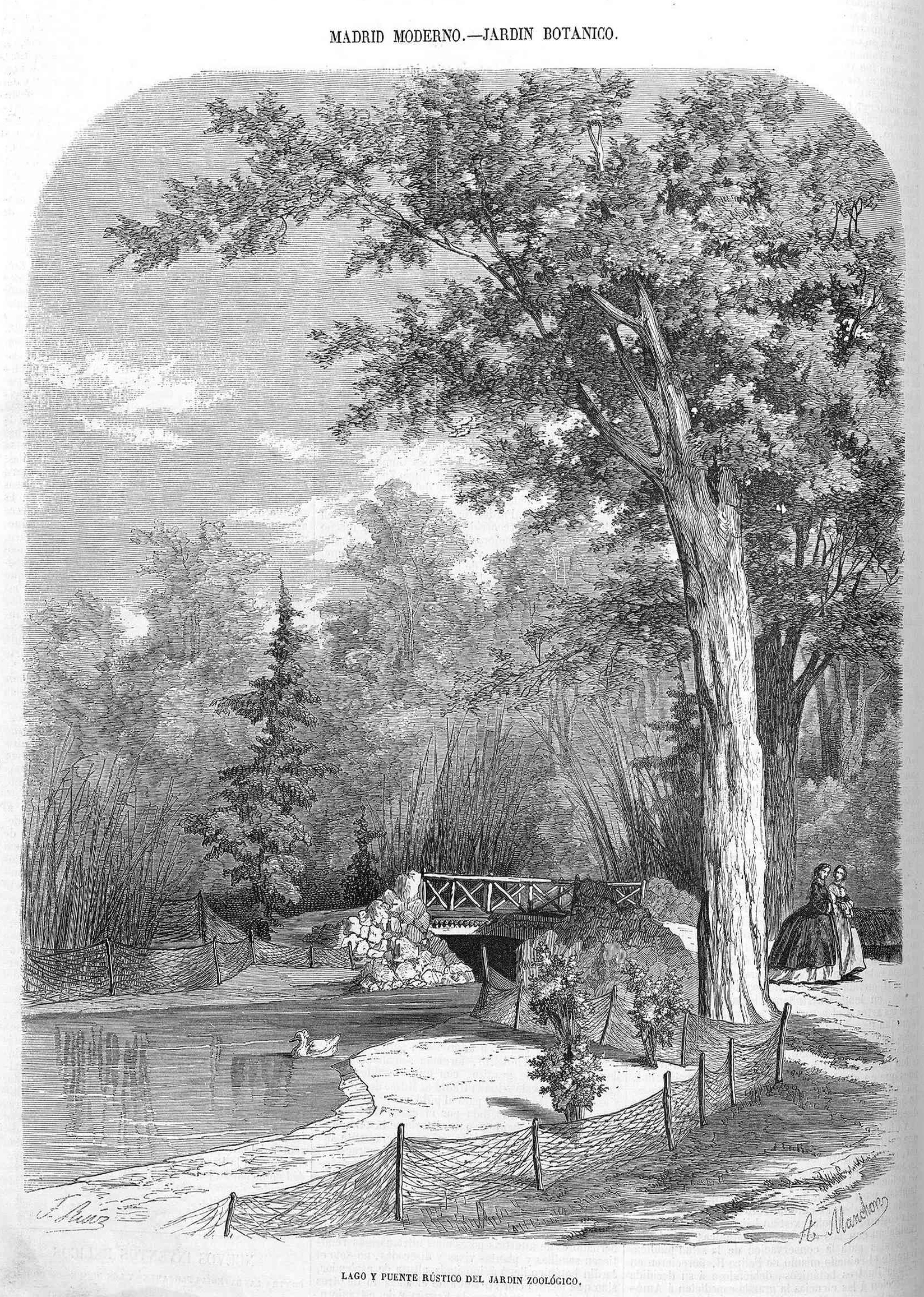
マドリードの動植物園 (1862年)
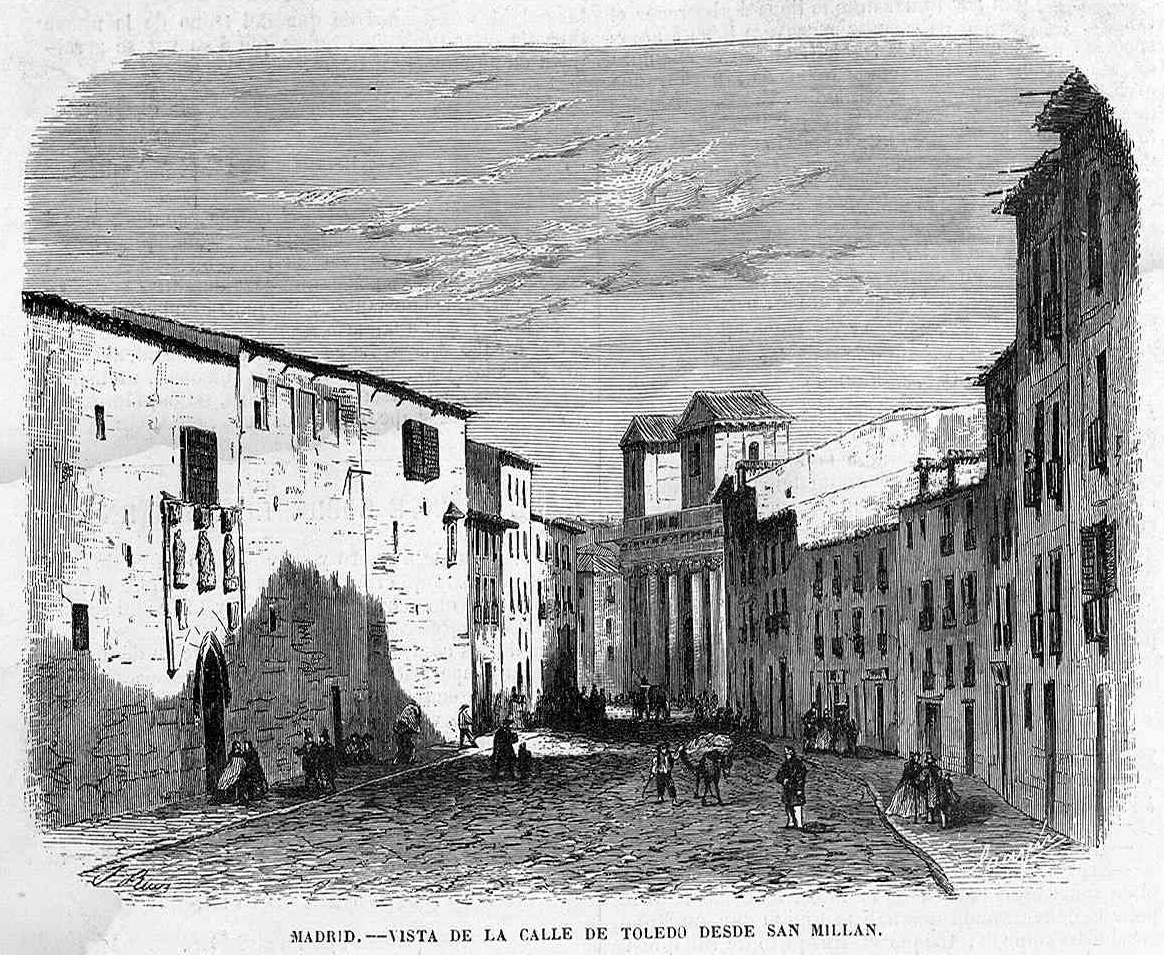
サン・ミラン郊外 (1863年)

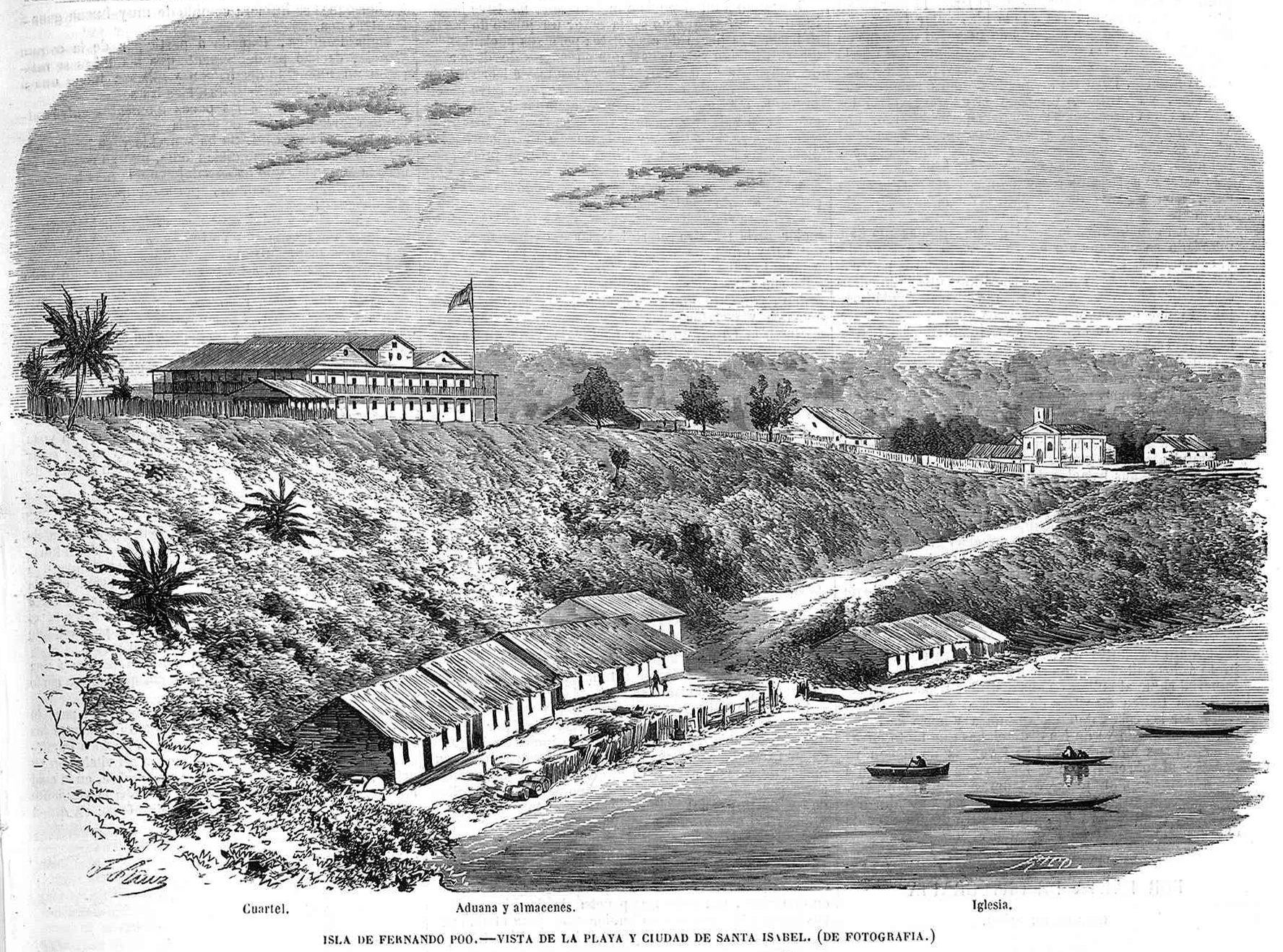
ビオコ島の浜辺 (1864年)
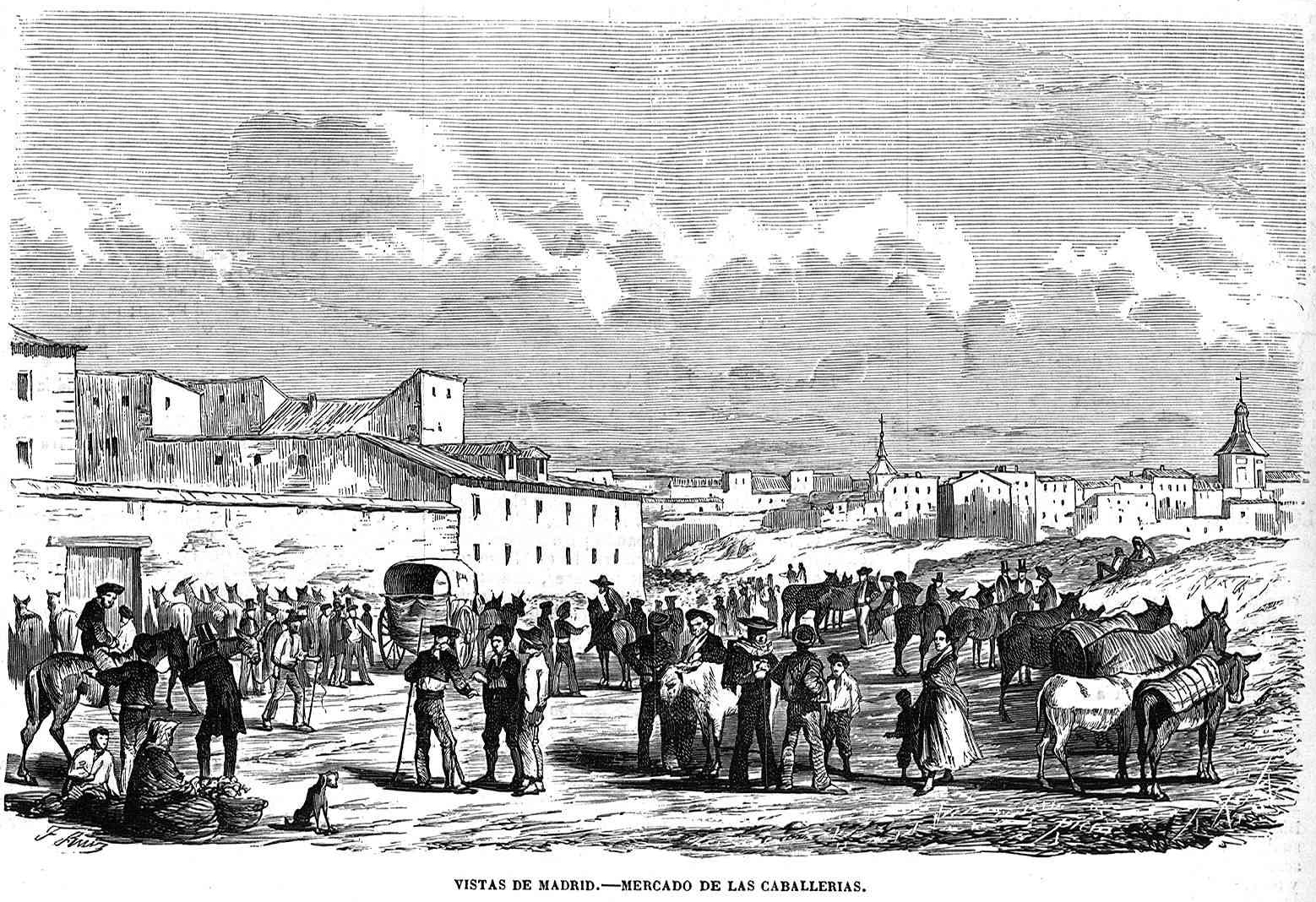
マドリードの騎士団市場 (1865年)
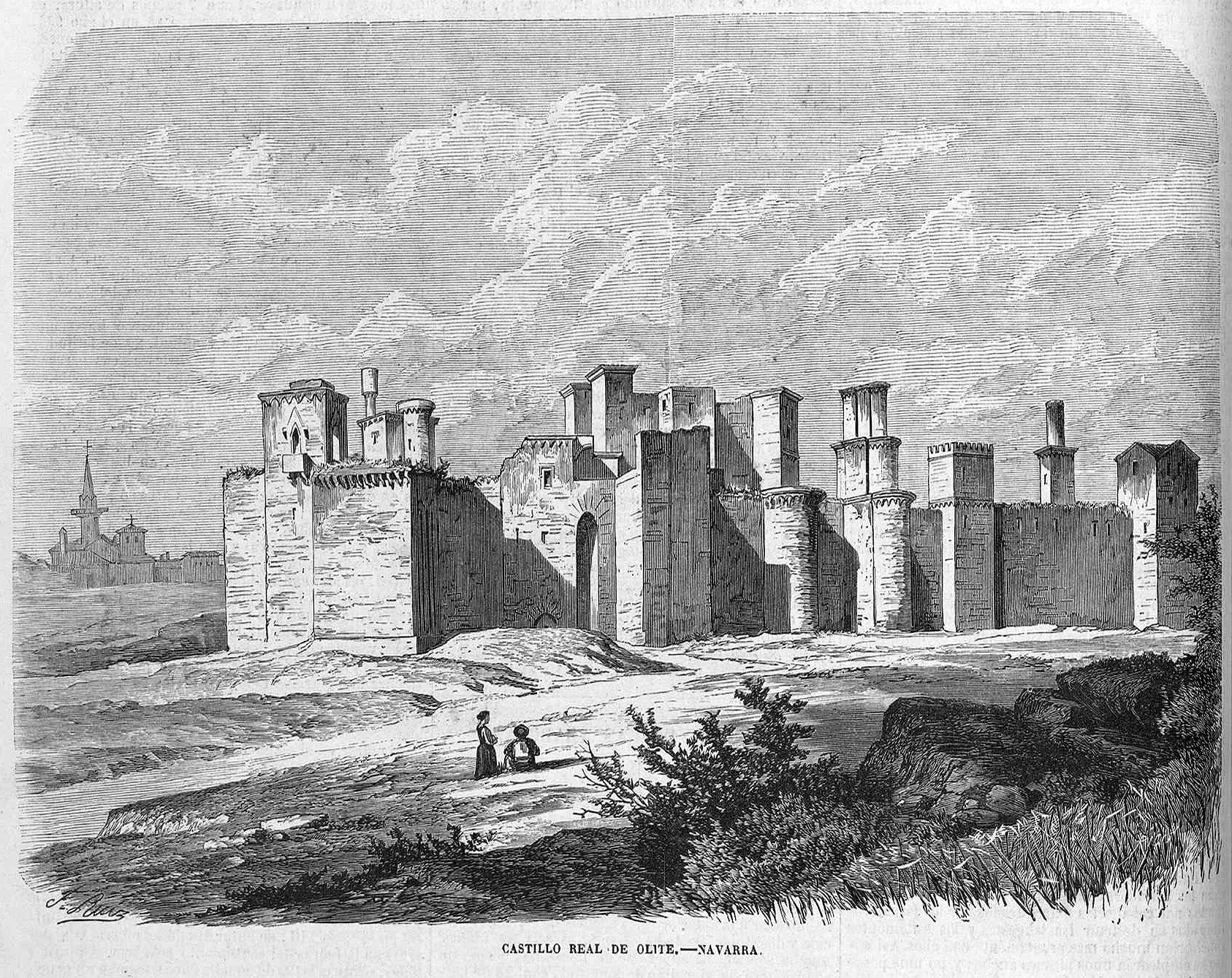
オリテ王宮 (1866年)